# Lucilia lucigerens
Lucilia lucigerens este o specie de muște din genul Lucilia, familia Calliphoridae, descrisă de James în anul 1971.
Este endemică în Jamaica. Conform Catalogue of Life specia Lucilia lucigerens nu are subspecii cunoscute.